# Anděl (cràter)
Anděl és un cràter d'impacte lunar que es troba a les abruptes terres altes centrals de la Lluna. El seu nom prové de l'astrònom txec Karel Anděl. Entre els cràters propers hi ha Abulfeda al sud-sud-est i Descartes a l'est-sud-est. Aproximadament a 85 km a l'est-nord-est de la vora exterior és el lloc d'allunatge de la missió Apollo 16.
La vora exterior erosionada d'Anděl ha estat desgastada i distorsionada en una forma poligonal, i és gairebé inexistent al sud, on Anděl G travessa el perímetre. El sòl interior és gairebé pla, amb algunes irregularitats al sud-est. Hi ha un petit cràter situat just al sud-est del punt central, però no hi ha cap pic central significatiu.

## Cràters satèl·lits
Per convenció, aquestes característiques s'identifiquen en els mapes lunars col·locant la lletra al costat del punt central del cràter que és més proper a Anděl.
| Anděl | Latitud | Longitud | Diàmetre | Imatge                                                   |
| ----- | ------- | -------- | -------- | -------------------------------------------------------- |
| A     | 10.8° S | 11.3° E  | 14 km    | Anděl i alguns cràters satèl·lits (imatge de Clementine) |
| C     | 9.0° S  | 11.2° E  | 3 km     | Anděl i alguns cràters satèl·lits (imatge de Clementine) |
| D     | 10.8° S | 11.7° E  | 6 km     | Anděl i alguns cràters satèl·lits (imatge de Clementine) |
| E     | 12.0° S | 12.2° E  | 6 km     | Anděl i alguns cràters satèl·lits (imatge de Clementine) |
| F     | 8.3° S  | 11.1° E  | 9 km     | Anděl i alguns cràters satèl·lits (imatge de Clementine) |
| G     | 11.0° S | 12.4° E  | 4 km     | Anděl i alguns cràters satèl·lits (imatge de Clementine) |
| H     | 6.7° S  | 11.3° E  | 6 km     | Anděl i alguns cràters satèl·lits (imatge de Clementine) |
| J     | 7.5° S  | 11.4° E  | 6 km     | Anděl i alguns cràters satèl·lits (imatge de Clementine) |
| K     | 5.8° S  | 11.6° E  | 4 km     | Anděl i alguns cràters satèl·lits (imatge de Clementine) |
| M     | 9.7° S  | 11.1° E  | 27 km    | Anděl i alguns cràters satèl·lits (imatge de Clementine) |
| N     | 10.2° S | 11.4° E  | 8 km     | Anděl i alguns cràters satèl·lits (imatge de Clementine) |
| P     | 11.6° S | 12.3° E  | 19 km    | Anděl i alguns cràters satèl·lits (imatge de Clementine) |
| S     | 11.4° S | 12.7° E  | 4 km     | Anděl i alguns cràters satèl·lits (imatge de Clementine) |
| T     | 11.2° S | 13.3° E  | 4 km     | Anděl i alguns cràters satèl·lits (imatge de Clementine) |
| W     | 12.4° S | 12.3° E  | 12 km    | Anděl i alguns cràters satèl·lits (imatge de Clementine) |